# Mintiu Gherlii
Mintiu Gherlii – wieś w Rumunii, w okręgu Kluż, w gminie Mintiu Gherlii. W 2011 roku liczyła 1550 mieszkańców.